# Cultura animal
La cultura animal explica la teoría actual del aprendizaje cultural en animales no humanos a través de comportamientos transmitidos socialmente (en contraste con las características genéticamente heredadas). La pregunta sobre la existencia de cultura en sociedades no humanas ha sido un tema controvertido durante décadas, quizá incluso más, debido en gran parte a la inexistencia de una definición precisa de cultura. Sin embargo, muchos científicos de élite están de acuerdo con la definición de cultura como un proceso, en lugar de como un producto final. La mayoría está de acuerdo en que este proceso implica la transmisión social de un comportamiento ejemplar tanto entre coetáneos como entre generaciones.  Este comportamiento puede compartirse entre un grupo de animales, pero no necesariamente entre grupos separados de la misma especie.  
La noción de la cultura en animales data de los tiempos de  Aristóteles y de Darwin, sin embargo, la Asociación de las Acciones de los Animales no introdujo la palabra “cultura” hasta los años 40, tras los descubrimientos de los primatólogos japoneses sobre los comportamientos hacia la comida transmitidos socialmente .

## ¿Qué es la cultura?

### Cultura de organización
Una definición de cultura, particularmente relacionada con el aspecto de organización, es la que utiliza “la implicación, la consistencia, la adaptación, y la misión". Los rasgos culturales que son indicadores de una forma exitosa de organización tienen más posibilidades de ser asimilados en nuestra vida cotidiana. Las organizaciones que utilizan los cuatro aspectos ya mencionados de la cultura son las que tienen más éxito. Por lo tanto, las culturas mejor condicionadas a guiar a sus ciudadanos hacia un objetivo común tienen un índice mucho más alto de eficacia que aquellas que no poseen una meta compartida. Otra definición de cultura es “patrones de comportamiento transmitidos socialmente que sirven para relacionar a las comunidades humanas con sus marcos ecológicos". Esta definición relaciona al comportamiento cultural con el entorno. La cultura se refleja en muchos aspectos de nuestra sociedad actual y pasada puesto que esta se ha convertido en una forma de adaptación al propio entorno. 
El ejemplo más comúnmente conocido de diferencias culturales en el reino animal tiene sus raíces en el período de domesticación de caninos (desde el 30.000 a. C.) El desarrollo continuo de culturas con razas específicas ha dado lugar, en algunas de ellas, a diferencias únicas fascinantes en actividades innatas tales como las señales de apareamiento. Por ejemplo, los galgos han desarrollado la necesidad de morder sus propias orejas a la vez que se sacuden de izquierda a derecha para mostrar su deseo de aparearse, mientras que, con el paso de miles de años, los pastores alemanes han modificado sus señales de apareamiento hasta el punto de llegar a ver a los machos posar sus patas delanteras en el hocico y ponerse ir bizcos.

### Sociología cultural
Otros investigadores están estudiando actualmente la idea de que hay una conexión entre la psicología y la sociología de la cultura. Ciertos investigadores están realmente volcados en el análisis de los estudios que conectan “identidad, memoria colectiva, clasificación social, lógicas de la acción y el marco". Las posturas de qué es exactamente la cultura han ido cambiando debido a la convergencia reciente entre el pensamiento sociológico y el psicológico sobre el tema. “El trabajo reciente representa una cultura fragmentada entre los grupos e incompatible con sus manifestaciones. La visión de la cultura como valores que difunden otros aspectos de creencia,  intención, y vida colectiva ha sucumbido a una visión de cultura como estructuras complejas que constituyen los recursos que se pueden subordinar al uso estratégico". Esta es específica de una región y solo una definición o concepto no puede realmente darnos la esencia de qué es la cultura. También se hace referencia a la importancia de símbolos y de rituales como unidades de creación cognitivas para una cultura compartida como concepto psicológico.

### Los memes y la transmisión cultural
Richard Dawkins defiende la existencia de una “unidad de transmisión cultural” llamada meme. El concepto de memes se ha vuelto mucho más aceptado tras haber realizado una investigación más amplia sobre los comportamientos culturales. Dawkins sugiere que, por mucho que los individuos puedan heredar genes de cada uno de los padres, estos adquieren memes a través de la imitación de lo que observan a su alrededor. Las acciones más relevantes (aquellas que aumentan las probabilidades de supervivencia), tales como la arquitectura y la artesanía, son más propensas a ser prevalecientes, permitiendo formar una cultura. La idea de que los memes siguieran una forma de selección natural la presentó por primera vez Daniel Dennett. Dennett también defendió la idea de que los memes son completamente responsables de la conciencia humana y afirma que todo lo que constituye la humanidad, como el lenguaje y la música, es el resultado de los memes y de la inquebrantable influencia que tienen sobre nuestros procesos de pensamiento.
Se llevó a cabo una simulación hipotética en la cual la población seleccionó diferentes memes. La simulación mostró tanto los efectos secundarios positivos como negativos de estas imitaciones hipotéticas. Una de las principales diferencias entre los seres humanos y los animales es que los humanos tienen una capacidad de imitación mucho mayor. Se llegó a la conclusión de que es el uso de los memes el responsable del gran tamaño del cerebro de los humanos, y, mapeando cuánto tiempo llevaría que cada uno de estos memes se convirtiese en un cambio cultural real, que era posible que la cultura humana hubiera evolucionado utilizando este modelo.

### Cultura evolutiva
Un concepto estrechamente vinculado a los memes es la idea de la cultura evolutiva. La validez del concepto de cultura evolutiva se ha visto aumentada recientemente debido a la revaluación del término por parte de los antropólogos. El ensanchamiento del ámbito de la evolución desde simples genes a conceptos más abstractos, como diseños y comportamientos hacen de la idea de cultura evolutiva una más plausible. La teoría de la cultura evolutiva se define como “una teoría de la filogenia cultural”. La idea de que toda la cultura humana se desarrolló a partir de una cultura principal ha sido presentada citando la interconexión entre lenguajes como uno de sus ejemplos. Sin embargo, también cabe la posibilidad de diversas culturas ancestrales, ya que las culturas que existen hoy podrían haberse desarrollado potencialmente a partir de más de una cultura original.

### La cultura en los animales
Según la definición de cultura de "An American Dictionary of the English Language" de Webster, el aprendizaje y la transmisión son los dos componentes principales de la cultura, en especial cuando nos referimos a la creación de herramientas y la habilidad de adquirir comportamientos que mejorarán nuestra calidad de vida. Si se usa esta definición es posible concluir que los animales tienen las mismas posibilidades de adaptarse a los comportamientos culturales que los seres humanos. Una de las primeras muestras de cultura en el ser humano fue la utilización de herramientas. Se ha observado a los chimpancés usando herramientas tales como piedras y palos para acceder a la comida más fácilmente. Hay otras actividades que requieren aprendizaje que también han sido exhibidas por animales. Algunos ejemplos de estas actividades que varios animales han mostrado son abrir ostras, nadar, lavar su comida y abrir tapas de lata. Esta adquisición y distribución de comportamientos se correlaciona directamente con la existencia de memes. Refuerza especialmente el componente de selección natural, al ver cómo estas acciones empleadas por los animales son todas mecanismos para hacer sus vidas más fáciles y, por lo tanto, más largas.

## Historia de la teoría de la cultura animal
Aunque la idea de la 'cultura' animal apareció tan solo hace unos 50 años, los científicos han estado observando el comportamiento social de los animales durante siglos. Aristóteles fue el primero en probar el aprendizaje social con las canciones de los pájaros. Charles Darwin primero intentó encontrar la existencia de la mímesis en los animales cuando intentaba probar su teoría de que la mente humana se había desarrollado a partir de la de seres inferiores. Darwin también fue el primero que sugirió lo que se llegó a conocer como el aprendizaje social al intentar explicar la transmisión de un modelo de comportamiento adaptativo por medio de las abejas.
La mayoría de las investigaciones culturales antropológicas han girado en torno a los primates no humanos, debido a que son la especie más cercana a los seres humanos en cuanto a la evolución. En animales no primates la investigación tiende a ser limitada y, por tanto, hay escasez de pruebas de que exista cultura. Sin embargo, el tema se ha vuelto más popular recientemente y ha incitado a la iniciación de más investigaciones en el ámbito.

## La transmisión cultural en los animales
La cultura, cuando se define como la transmisión de una serie de comportamientos que pasan de una generación a la siguiente, se puede transmitir entre los animales a partir de varios métodos; el más común incluye la imitación, la enseñanza y el lenguaje. La imitación ha resultado ser uno de los modos más frecuentes de transmisión cultural en animales no humanos, mientras que la enseñanza y el lenguaje son mucho menos frecuentes, con la posible excepción de los primates y los cetáceos. Investigaciones recientes sugieren que la enseñanza, en comparación con la imitación, puede ser una característica de ciertos animales que dispongan de unas capacidades culturales más avanzadas, aunque esto es discutible.

### Transmisión cultural contra transmisión genética
La cultura, que una vez fue considerada como un rasgo únicamente humano, se ha establecido firmemente como un rasgo común entre animales, y no simplemente un conjunto de comportamientos relacionados que han sido transmitidos genéticamente, como algunos defendían. La transmisión genética, como la transmisión cultural, es un modo de pasar rasgos del comportamiento de un individuo a otro. La principal diferencia es que la transmisión genética es la transferencia de rasgos del comportamiento de un individuo a otro a través de los genes que los progenitores transfieren a un organismo durante la fertilización del huevo. Como podemos ver, la transmisión genética solamente puede ocurrir una vez en la vida de un organismo. Por consiguiente, la transmisión genética es bastante lenta en comparación a la relativa velocidad de la transmisión cultural. En la transmisión cultural, la información del comportamiento se transmite por medio de métodos de enseñanza verbales, visuales, o escritos. Por lo tanto, en la transmisión cultural muchos organismos pueden aprender nuevos comportamientos en cuestión de días y horas en vez de los muchos años de reproducción que tardaría el comportamiento en expandirse entre organismos en la transmisión genética.

### La enseñanza
Hasta hace poco, se pensaba que la educación era una habilidad exclusivamente humana.  Actualmente, con los avances en la investigación sobre la transmisión de la cultura en los animales, se ha hecho evidente el papel de la enseñanza entre los grupos de animales. La enseñanza no se limita solo a los mamíferos, también se ha observado que muchos insectos muestran varias formas de enseñanza con el fin de obtener alimentos. Las hormigas, por ejemplo, se guían las unas a las otras a las fuentes de alimentos a través de un proceso llamado 'marcha en tándem', en el que una hormiga guía a otra hormiga compañera hacia una fuente de alimentos. Se ha sugerido que la hormiga 'alumna' es capaz de aprender esta ruta con el fin de obtener alimentos en el futuro o enseñar el camino a otras hormigas. Varios estudios recientes muestran que los cetáceos también son capaces de transmitir la cultura a través de la enseñanza. Se sabe que las orcas 'se varan intencionalmente' a sí mismas con el fin de atrapar y comerse los pinnípedos que se crían en la orilla. La madre orca enseña a sus crías a coger pinnípedos empujándolas hacia la orilla y alentándolas a atacar y comerse la presa. La alteración del comportamiento de la madre orca con el fin de ayudar a su descendencia a aprender a atrapar a sus presas es una evidencia de la enseñanza y el aprendizaje cultural. El varamiento intencional de las orcas, junto con otros comportamientos de los cetáceos, tales como las variaciones de canciones entre las ballenas jorobadas y la técnica de esponja que utilizan los delfines nariz de botella para conseguir alimentos, prestan un importante apoyo a la idea de la transmisión cultural de los cetáceos.

### La imitación

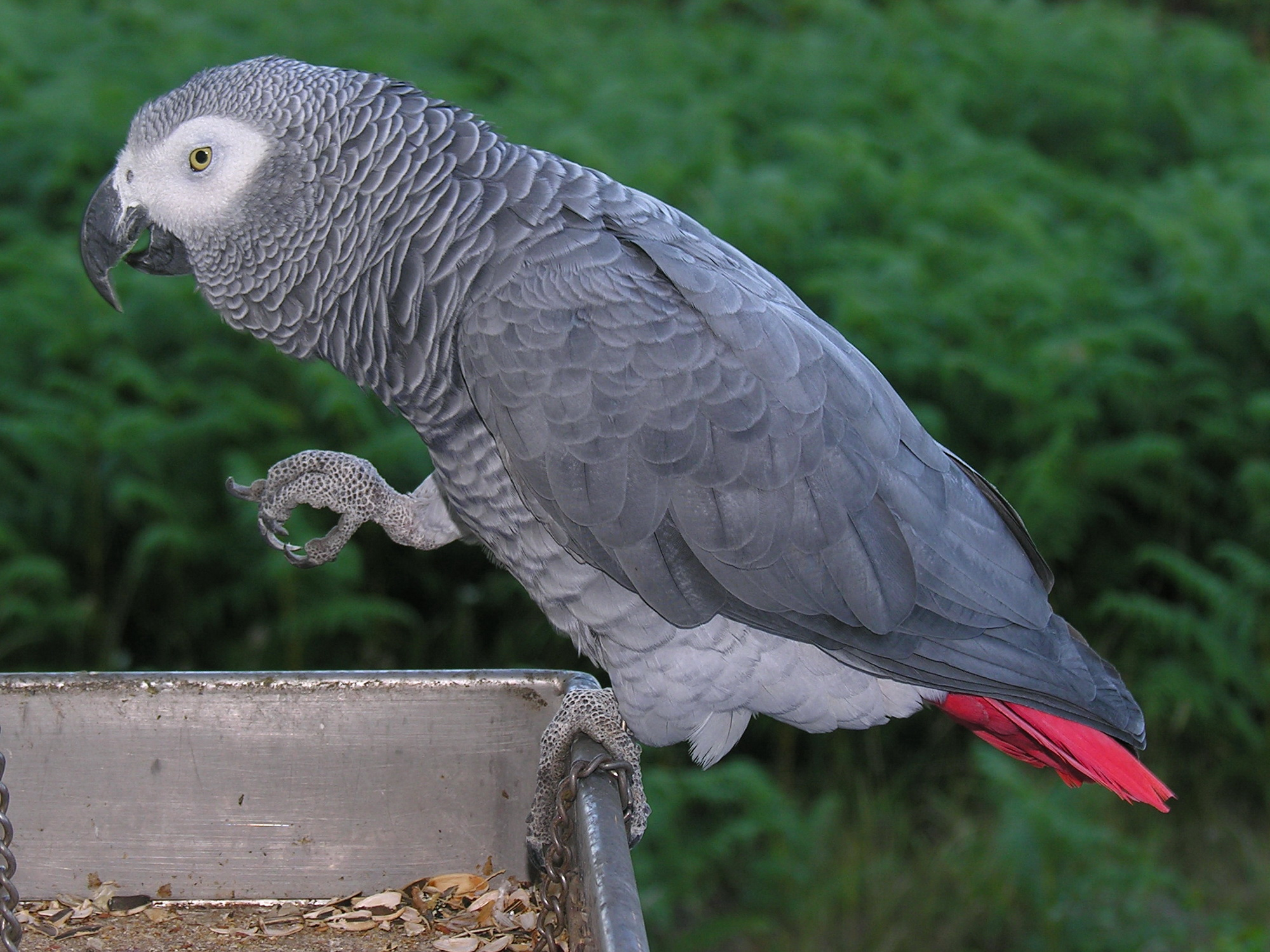
La imitación se puede encontrar en unos pocos miembros del mundo de las aves, en particular, los loros. La imitación es la base de la cultura, pero por sí sola no implica cultura.

La mímesis a menudo se malinterpreta como simplemente la observación y la copia de las acciones de otro. Esto se conoce como mímica, ya que la repetición de la acción observada no se hace con ningún otro propósito que el de copiar al realizador de dicha acción. En la comunidad científica, la imitación es más bien el proceso en el cual un organismo observa y copia deliberadamente los métodos de otro con el fin de lograr un objetivo tangible. Por lo tanto, la identificación y clasificación de la conducta animal como imitación ha sido muy difícil. Una investigación reciente sobre la imitación en animales se ha traducido en el etiquetado provisional de que determinadas especies de aves, monos, simios y cetáceos pueden ser capaces de imitar. Por ejemplo, un loro gris llamado Alex fue sometido a una serie de pruebas y experimentos en la Universidad de Arizona, en los que la científica Irene Pepperberg juzgó su capacidad de imitar el lenguaje humano con el fin de crear las vocalizaciones y etiquetas de objetos. Mediante los esfuerzos de Pepperberg, Alex ha sido capaz de aprender un amplio vocabulario de palabras y frases en inglés. Ahora Alex puede combinar estas palabras y frases para formar palabras completamente nuevas que no tienen sentido, pero utiliza las reglas fonéticas de la lengua inglesa. Las capacidades de Alex de utilizar y comprender más de 80 palabras, junto con su capacidad de poner frases cortas juntas, demuestra cómo las aves, a las que muchas personas acreditan de tener un intelecto poco profundo, en realidad pueden imitar y utilizar habilidades del legunaje rudimentario de una manera eficaz. Los resultados de este experimento culminaron con la conclusión de que el uso de la lengua inglesa para referirse a los objetos no es exclusiva de los humanos, y que es discutible que sea pura imitación, una forma básica del aprendizaje cultural que se encuentra en los niños pequeños.

### El lenguaje
El lenguaje es otro indicador clave de los animales que tienen un mayor potencial para poseer cultura. Aunque los animales no utilizan naturalmente palabras como los seres humanos cuando se están comunicando, el conocido loro Alex, demostró que incluso los animales con cerebros pequeños, pero que son expertos en la imitación, pueden tener un conocimiento más profundo de la lengua después de un largo entrenamiento. Un bonobo llamado Kanzi aprendió todavía más sobre el uso de la lengua inglesa; Kanzi aprendió a reconocer las palabras y sus asociaciones mediante el uso de un tablero de lexigrama. A través de la observación de la formación lingüística de su madre, Kanzi fue capaz de aprender a utilizar los lexigramas para obtener alimentos y otras cosas que él deseaba. Además, Kanzi es capaz de utilizar su comprensión de lexigramas para descifrar y comprender frases simples. Por ejemplo, cuando se le dijo "pincha al perrito", Kanzi cogió un perro de juguete y un jeringa y le dio una inyección realista. Los científicos han utilizado este tipo de comportamiento y la comprensión como prueba para demostrar la cultura del lenguaje basado en los animales.

## La cultura primate

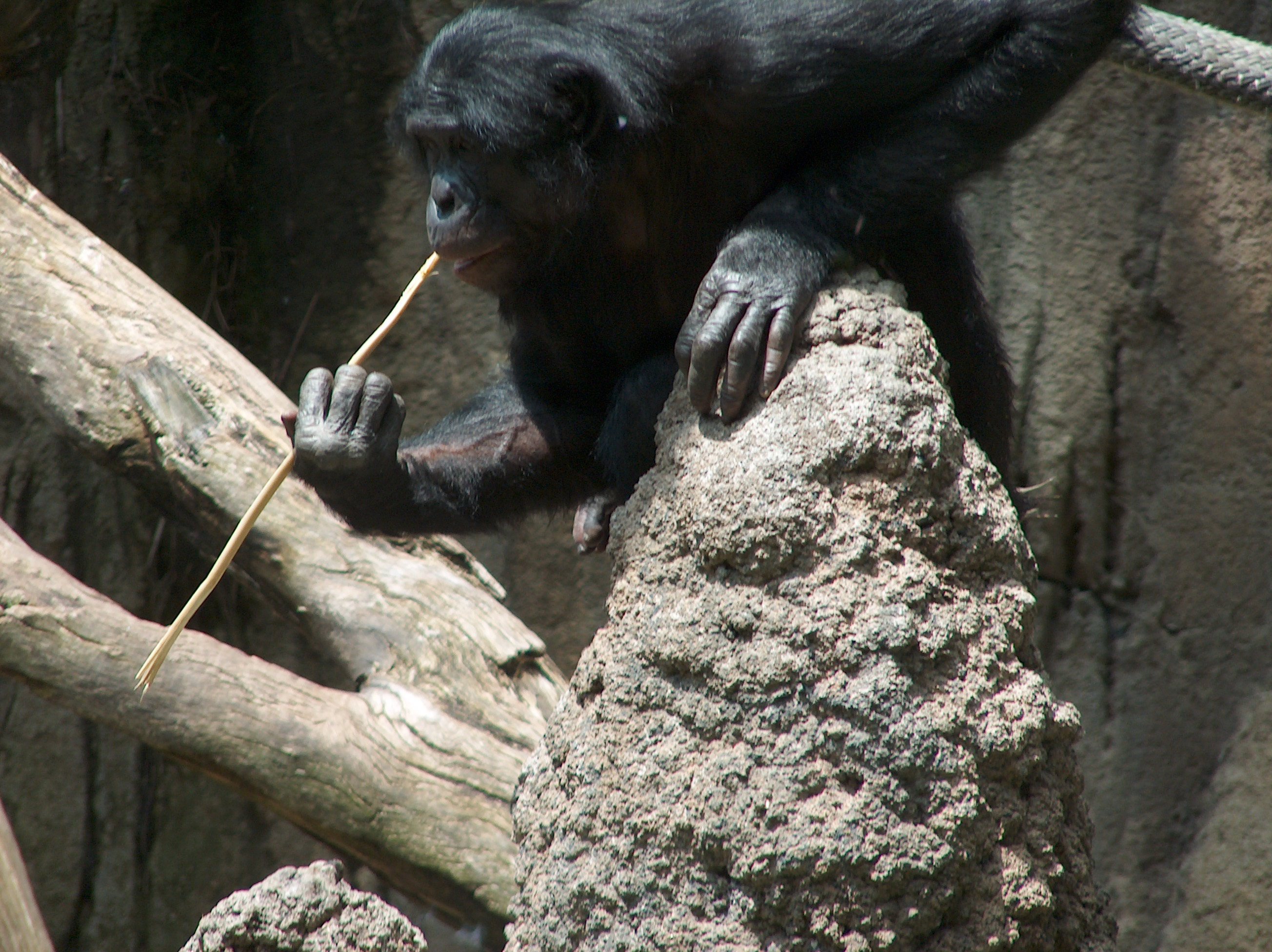
Un bonobo que atrapa termitas con un palo afilado. Se cree que el uso de herramientas para conseguir alimento es un comportamiento cultural.

El principio de la era moderna de las investigaciones sobre cultura animal a mediados del siglo XX implicó que poco a poco se aceptase el término ‘cultura’ referido a los animales. El primatólogo más importante por entonces, Kinji Imanishi, fue el primero en utilizar la palabra con un prefijo, formando así el término «pre-cultura» en referencia al infame comportamiento de los macacos japoneses de lavar las patatas. En 1948, Imanishi y sus compañeros de trabajo empezaron a estudiar los macacos por todo Japón, y comenzaron a notar diferencias entre los diversos grupos de primates, tanto en el patrón social como en la alimentación. En una zona, los cuidados paternales eran la norma social, mientras este comportamiento no se daba en otra zona. Uno de los grupos normalmente excavaba y se comía los tubérculos y raíces de varias plantas, mientras los monos de otros grupos no. Imanishi concluyó en que «si alguien define cultura como algo que se aprende de los progenitores, entonces las diferencias en cuanto a la manera de vivir de los miembros de una misma especie perteneciente a diferentes grupos sociales se podrían atribuir a la cultura.» Siguiendo esta lógica, las diferencias que observaron Imanishi y sus compañeros de trabajo entre los diferentes grupos de macacos podían sugerir que estas habían surgido como parte de las culturas singulares de estos grupos.
El hábito alimenticio más famoso de los que se observaron tuvo lugar en la isla de Koshima, donde se vio cómo una hembra joven llevaba unos boniatos sucios a un riachuelo, donde los lavaba y les quitaba la tierra y la suciedad antes de comérselos. Este comportamiento se observó tiempo después en uno de sus compañeros, luego en su madre y en unos pocos compañeros más.
Con el tiempo, el lavado de patatas se convirtió en una costumbre que se extendió entre la colonia de los macacos, lo que propició que Imanishi se refiriese a este comportamiento como «pre-cultura,» explicando así que «no debemos sobrestimar la situación y decir que ‘los monos tienen cultura’ y después confundirlo con la cultura humana». Llegado a este punto, muchos de los comportamientos que se han visto en animales, como el que observó Imanishi, están relacionados de alguna manera con la supervivencia.

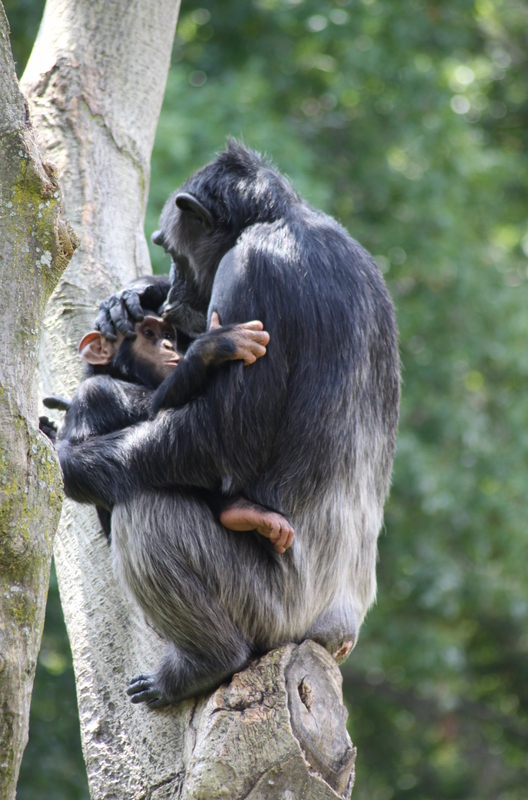
Una madre chimpancé y su bebé.

Los primeros indicios de costumbres aparentemente arbitrarias se dieron a finales de los 70, también en el comportamiento de los primates. Entonces, los investigadores McGrew y Tutin descubrieron que existía una costumbre de aseo entre miembros de un mismo grupo que predominaba en los chimpancés de Tanzania, pero que no compartían con otros grupos cercanos. Este comportamiento de aseo implicaba que un chimpancé cogía la mano de otro y se la levantaba, permitiendo así asearse las axilas el uno al otro.
A pesar de que parecía que esto facilitaba la limpieza de las axilas, en realidad este comportamiento no tiene ninguna ventaja aparente. Como Frans de Waal explica gracias a sus últimas observaciones del comportamiento de aseo en un grupo diferente de chimpancés, “una característica exclusiva de la postura para asearse es que no es necesaria para limpiar las axilas de otro individuo… De modo que parece que no tiene beneficios o no vale la pena para los que la practican.
Antes de estos hallazgos, los que se oponían a la idea de cultura animal argumentaban que las costumbres llamadas culturales eran simplemente comportamientos que se desarrollaban a causa de la importancia de supervivencia. Después de la identificación de esta evidencia ventajosa de cultura inicial no evolucionaria, los científicos empezaron a encontrar diferencias en los comportamientos de un grupo o costumbres en varios grupos de primates, especialmente en África. Se estudiaron más de 40 grupos de chimpancés salvajes en toda África, muchos tipos de especies, así como de grupos específicos de los que se observaban los comportamientos. Las investigaciones de los científicos encontraron 65 categorías diferentes de comportamientos entre varios grupos de chimpancés, incluyendo el uso de las hojas, palos, ramas y piedras para comunicarse, jugar, recolectar comida o comérsela y acomodarse. Cada uno de estos grupos usaba las herramientas de forma ligeramente diferente, y la manera de uso se pasaba de chimpancé a chimpancé del grupo a través de una imitación compleja y el aprendizaje en grupo.

## La cultura de los cetáceos
Durante muchos años se ha estudiado la cultura de las especies dentro del orden de los cetáceos que incluye a ballenas, delfines y marsopas únicamente comparables con los primates no humanos. En estos animales muchos de los indicios de la cultura provienen de vocalizaciones y comportamientos en la alimentación.
Las vocalizaciones de los cetáceos se han estudiado durante muchos años, en especial las del delfín mular, las de la ballena jorobada, las de la orca y las del cachalote. Desde principios de la década de los 70, los científicos han investigado sobre estas cuatro especies en profundidad mediante la búsqueda de posibles atributos culturales dentro de los dialectos de grupo, del forrajeo y de las tradiciones migratorias. Hal Whitehead, un cetólogo importante, y sus compañeros, iniciaron en 1992 un estudio sobre los grupos de cachalotes del sur del Pacífico y encontraron que estos grupos tendían a agruparse basándose en sus dialectos vocales. Las diferencias en los cantos de las ballenas entre los diversos grupos no podían explicarse de manera genética o ecológica y por eso se le atribuyó al aprendizaje social. En los mamíferos como estos cachalotes o como los delfines mulares, la decisión de si un animal tiene la capacidad para la cultura no proviene sólo de la observación de las conductas. Según lo que describió el ecologista Brooke Sergeants, “sobre las bases de las características de la historia de la vida, los patrones sociales y los entornos ecológicos, se ha considerado a los delfines mulares como candidatos para las conductas sociales y los comportamientos culturales” por tener el cerebro grande y por tener capacidad vocal y motora por la imitación. En cuanto a los delfines, los científicos se han centrado principalmente en la búsqueda de alimentos y en los comportamientos vocales aunque muchos se preocupan por el hecho de que no se han encontrado todavía las funciones sociales de los comportamientos. Al igual que pasa con los primates, muchos humanos no están muy dispuestos o mejor dicho, están muy ligeramente dispuestos a aceptar la noción de cultura de los cetáceos, cuando en realidad se ha demostrado la similitud que tienen con los humanos por tener “una vida larga, habilidades cognitivas avanzadas y un cuidado paternal prolongado”.

## La cultura aviar

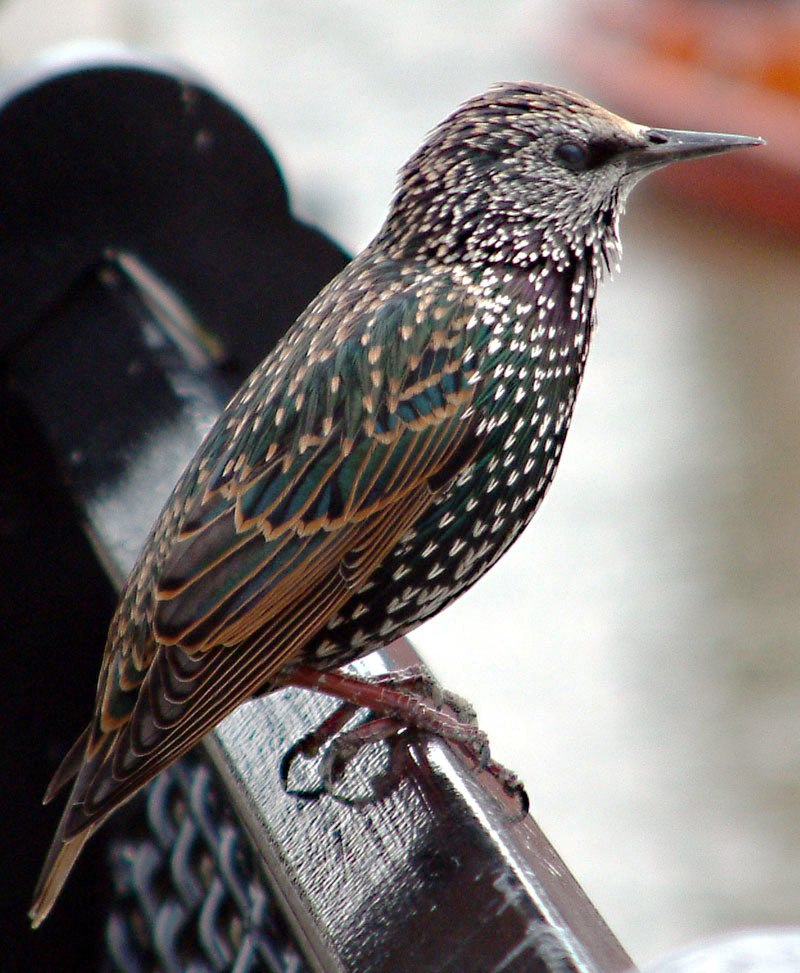
Las canciones de los estorninos se han descubierto para mostrar los "dialectos" regionales, un rasgo que tiene el potencial para tener una base cultural.

Las aves se han estado utilizando como gran objeto de estudio en el tema de la cultura debido a las observaciones de los dialectos vocales que son similares a los que se estudiaron en los cetáceos. Estos dialectos se descubrieron en un principio por el zoólogo Peter Marler, quien se dio cuenta de las variaciones geográficas en los sonidos de varias aves cantoras. Muchos científicos han detectado que, en el intento de estudiar a estos animales, estos se aproximan a un obstáculo, lo que hace difícil entender a estas sociedades ya que su naturaleza es muy diferente a la nuestra. Por eso, es difícil estudiar los comportamientos de estas aves y todavía es más complicado determinar si son culturales o simplemente funcionales. 
Sin embargo, a pesar de este inconveniente, se ha descubierto la evidencia de que hay diferentes dialectos entre la población de aves cantoras, especialmente en los gorriones, en los estorninos y en los tordos. Los científicos han encontrado en estas aves pruebas claras de aprendizaje basado en la imitación, uno de los principales tipos de aprendizaje social. Aunque las aves cantoras francamente aprenden sus canciones imitando a otras aves, los científicos se muestran escépticos acerca de la concordancia entre esto y cultura: “la habilidad de imitar un sonido puede ser tan reflexiva y cognitiva como la forma de respirar. Se debe estudiar la manera en que la imitación afecta y se ve afectada por el contexto, por el comportamiento social en desarrollo, antes que asumir su poder explicativo”. Los científicos han descubierto que la imitación no sienta las bases de la cultura por sí sola, ya sea en los humanos o en las aves, más bien lo que importa es la forma en la que esta imitación afecta la vida social de un individuo.

## La cultura en las ratas y otros animales
Cuando se va más allá de las aves y se investiga a otras criaturas, la exploración cultural resulta entre escasa y lejana. Se han hecho importantes investigaciones con ratas negras, ratas noruegas, lebistes y hormigas. 

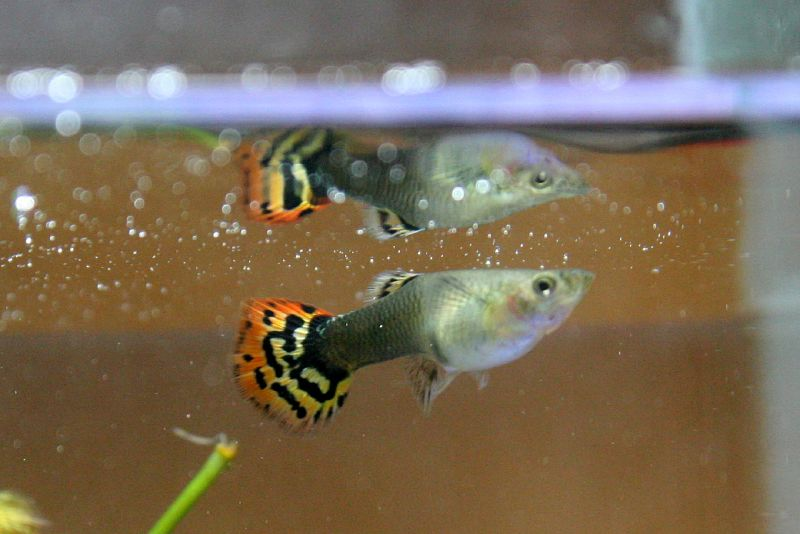
Se cree que la conducta de apareamiento del lebistes está influenciada culturalmente.

Dentro de los estudios culturales de las ratas, la investigación más amplia que se ha tratado es la que realizó Joseph Terkel en 1991 sobre las ratas negras, quien las había estado observando originalmente en el estado salvaje de Israel. Terkel llevó a cabo un profundo estudio con el objetivo de determinar si el despojo sistemático de las escamas de la piña antes de comer era una conducta adquirida socialmente por el hecho de que es un comportamiento que no se había observado antes en ningún otro lugar. La experimentación y observación de estas ratas fue uno de los primeros proyectos que integraron las observaciones de campo con experimentos de laboratorio para analizar el aprendizaje social en cuestión. De la combinación de estos dos tipos de investigación, Terkel fue capaz de examinar los mecanismos que estaban involucrados en este aprendizaje social para establecer que esta conducta alimentaria era el resultado de una combinación entre ecología y transmisión cultural, ya que las ratas no podrían descubrir la manera de comerse las piñas sin que las ratas adultas se lo enseñaran antes.
A pesar de que esta investigación es reciente, se utiliza a menudo como un ejemplo excelente para evidenciar la cultura en los no primates y en los seres no cetáceos.